# 子游

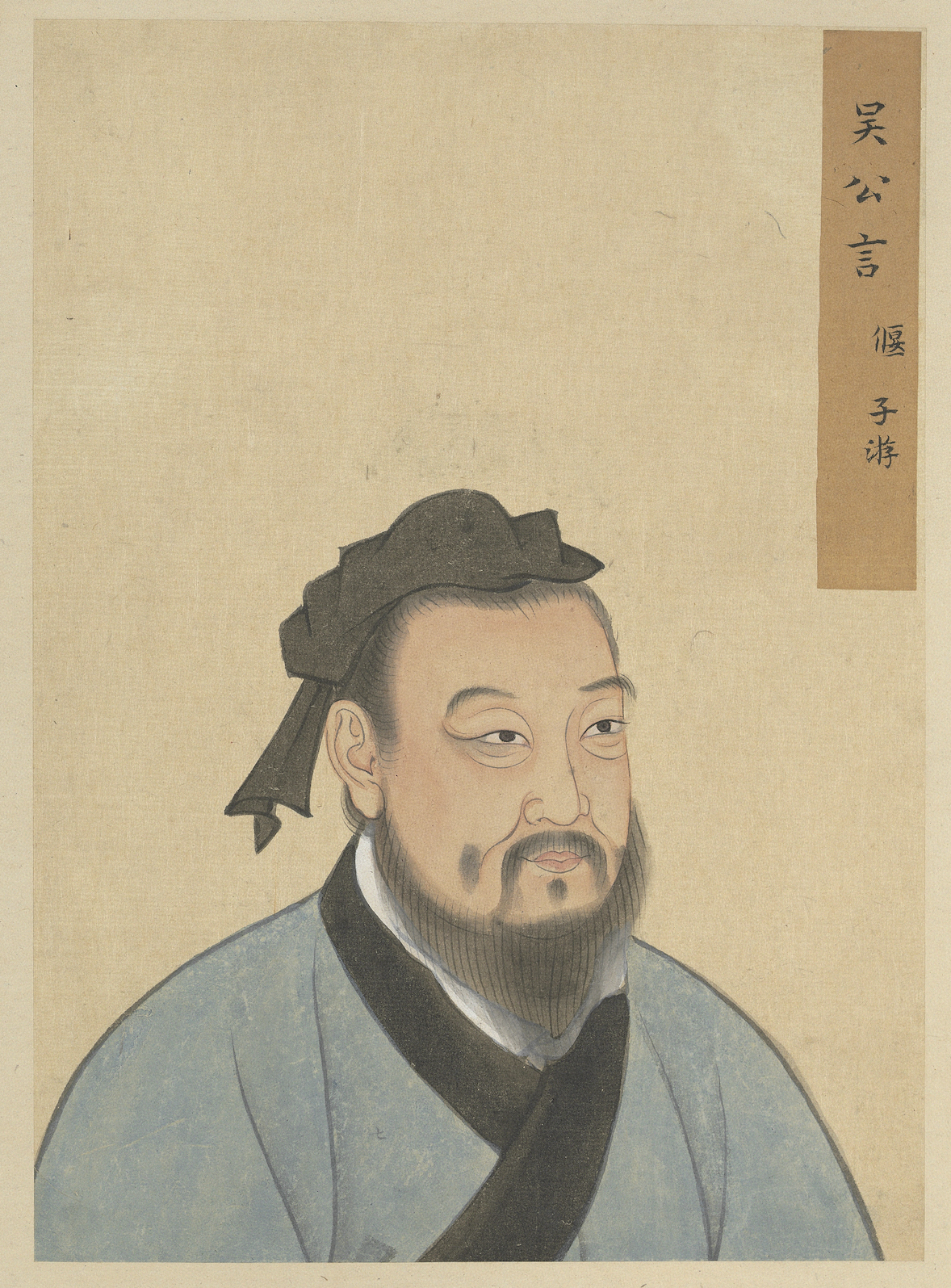
子游

子游（しゆう、紀元前506年 - 紀元前443年?）は、中国春秋時代の儒学者で、孔子の弟子の一人。文学（学問の才能）に優れていたといい、孔門十哲の一人に数えられる。子游は字、姓は言（げん）、名は偃（えん）。呉の人で、名の伝わる70人あまりの孔子の弟子（七十子）の中では唯一南方の出身。のちに帰郷して江南に儒学を広めたとされ、「南方夫子」と呼ばれた。
『論語』では魯の武城（現在の山東省臨沂市平邑県）の邑の長官を務め、礼楽を以て民を教化していたという記載がある（雍也第六）。